# Селиксенский могильник
Селиксенский могильник — археологический памятник древней мордвы III — VII веков у села Кижеватова (бывшего села Селикса) Бессоновского района Пензенской области.  

## Датировка
Открыт и исследован экспедициями Пензенского краеведческого музея под руководством М. Р. Полесских, который выделяет два хронологических этапа формирования могильника: 3 – 4 вв. н. э. – ранний; 5 – 7 вв. н. э. – поздний, что совпадает с начальным этапом формирования мокши. Для раннего периода селиксенского могильника обычна ориентировка погребённых головой на запад. В 5 — 7 вв. для части мордовских племён, предков мокши, характерной стала южная ориентировка. 

## Описание
Находки селиксенского могильника — источник для изучения древнейшей истории мордовского народа, процессов формирования его материальной и духовной культуры: по ним можно проследить эволюцию древнемордовских украшений.
Захоронения совершались по обряду кремации и ингумации в простых могильных ямах без внутримогильных конструкций. Вскрыто 166 трупоположений, вытянутых на спине головой в основном на север и северо-восток, и останков трупосожжений; лепная баночная и горшковидная керамика; оружие, орудия, ременные гарнитуры; височные подвески с грузиками, гривны, нагрудные бляхи, сюльгамы, браслеты и другие детали убора предков мордвы, возможно, мокши, связанных с традициями круга Андреевского кургана. Синхронное селище. Городище с 2 рядами валов и рвов, 3 селища, соотносимые с буртасами. Открыто несколько поселений - одно поселение, расположенное в 1,5 км к востоку от села, по керамическому комплексу относится к 2–7 вв. Три остальных по находке красной гончарной керамики, железных и бронзовых предметов и украшений отнесены исследователями к 12–13 вв. Селиксенский курган имеет округлую форму, выс. 2,4 м и диаметром 21 м, раскопкам не подвергался. В том же микрорегионе, близ современного села Трофимовка найдены 64 погребения 4–5 вв. М. Р. Полесских, занимающийся изучением археологических памятников мордвы, использовал термин протомокша, под памятниками которой он подразумевал могильники селиксенского типа.